# Vanessa Bernauer
Vanessa Bernauer est une footballeuse suisse née le 23 mars 1988 à Zurich. Elle évolue au poste d'attaquante.

## Biographie
Vanessa Bernauer participe à la Coupe du monde des moins de 20 ans 2006 organisée en Russie.
Elle participe ensuite à la Coupe du monde 2015 qui se déroule au Canada. Elle joue 90 minutes contre l'équipe du Japon, match perdu 1-0.

## Palmarès
- Vice-championne d'Allemagne en 2015 avec le VfL Wolfsbourg
- Vainqueur de la Coupe d'Allemagne en 2015 avec le VfL Wolfsbourg
- Finaliste de la Coupe en salle d'Allemagne en 2015 avec le VfL Wolfsbourg
- Championne de Suisse en 2008, 2009 et 2010 avec le FC Zürich
- Vainqueur de la Coupe de Suisse en 2007 avec le FC Zürich